# NK Selište
NK Selište je nogometni klub iz Selišta. 
Trenutačno se natječe u moslavačkoj nogometnoj ligi.